# Prawo Okuna

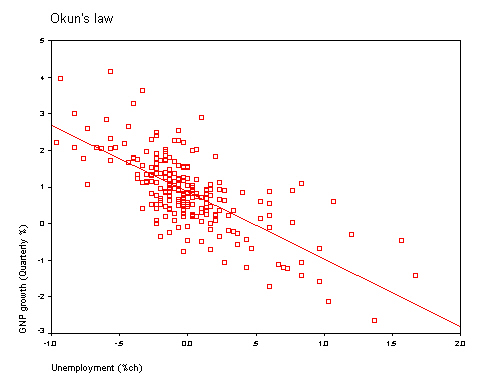
Graf opisujący kwartalne dane z USA od 1947 do 2002, z którego wynika równanie: %zmiana PNB = 0,856 – 1,827 · (zmiana stopy bezrobocia). Różnice w wynikach głównie z powodu danych kwartalnych

Prawo Okuna (ang. Okun’s law) – makroekonomiczne prawo mówiące o tym, że wraz ze wzrostem bezrobocia przymusowego spada PKB (PNB).
Prawo zostało sformułowane na podstawie wyników badań Arthura Okuna.

## Prawo Okuna
W Stanach Zjednoczonych w okresie od 1965 r. można zaobserwować działanie prawa Okuna i stwierdzić, iż na każdy 1 punkt procentowy przewyższający tzw. naturalną stopę bezrobocia, PNB zmniejsza się o 2–3 punkty procentowe. To oznacza, iż bezrobocie powyżej pewnego pułapu ma negatywny wpływ na PKB i zmniejsza je odpowiednio poniżej możliwości produkcji potencjalnej. Może być wyrażane zarówno w procentach, jak i w jednostkach monetarnych.
Prawo Okuna oparte jest bardziej na obserwacjach i wynikach empirycznych, niż zostało wyprowadzone z teorii. Podaje także wyniki przybliżone, ponieważ czynniki inne od bezrobocia (np.: produkcyjność, technologia) również mają wpływ. Ta zależność może być inna dla każdego państwa zależnie od czasu prowadzonego badania.
Zależność pomiędzy luką dochodową a bezrobociem była testowana przez zmniejszający się wzrost PKB lub PNB na zmianę stopy bezrobocia. Martin Prachowny oszacował w 1993 roku, że około 3% spadek w produkcji przypadało na każdy 1% wzrostu bezrobocia. Ta relacja zdaje się zmniejszać z biegiem czasu w USA. Powołując się na pracę Andrew Abela i Bena Bernanke z 2005 roku, 2% spadek produkcji wyjaśniany zostaje 1% wzrostem bezrobocia.
Jest wiele powodów, dla których PNB może wzrastać/spadać szybciej niż zmienia się bezrobocie. Kiedy bezrobocie wzrasta,
- bezrobotni przestaną być aktywni zawodowo i przestaną szukać pracy, po czym nie będą uwzględniani w statystykach,
- zatrudnieni pracownicy mogą pracować mniej,
- produktywność może zmaleć, ponieważ pracodawcy mogą trzymać więcej pracowników, niż potrzebują.

Jedną z implikacji w prawie Okuna jest fakt, iż wzrost produktywności pracowników wraz ze wzrostem ilości siły roboczej może mieć wpływ na wzrost produkcji bez spadku bezrobocia.

## Matematyczny zapis prawa Okuna
Prawo Okuna (Abel and Bernanke, 2005) może być zapisane jako:
{\displaystyle ({\overline {Y}}-Y)/{\overline {Y}}=c(u-{\overline {u}}),}
gdzie:
{\displaystyle {\overline {Y}}} – poziom produkcji przy pełnym zatrudnieniu, potencjalny dochód narodowy,
{\displaystyle Y} – stan produkcji faktycznej,
{\displaystyle {\overline {u}}} – naturalna stopa bezrobocia,
{\displaystyle u} – obecny stan bezrobocia,
{\displaystyle c} – współczynnik zamienności luki dochodowej i bezrobocia w Stanach Zjednoczonych od ok. 1965 wartość c wynosiła ok. 2–3, tak jak to zostało opisane powyżej.
Prawo Okuna, jak zapisano, jest trudne do użycia w praktyce, ponieważ {\displaystyle {\overline {Y}}} oraz {\displaystyle {\overline {u}}} mogą być tylko oszacowane, a nie wyliczone. Częściej używaną i bardziej znaną formą prawa Okuna jest forma szybkości wzrostu i porównuje zmiany w produkcji do zmian w bezrobociu:
{\displaystyle \Delta Y/Y=k-c\Delta u,}
gdzie:
{\displaystyle Y} i {\displaystyle c} – zdefiniowane powyżej,
{\displaystyle \Delta Y} – zmiana w produkcji faktycznej w danym roku do następnego,
{\displaystyle \Delta u} – zmiana w faktycznej stopie bezrobocia w danym roku do następnego,
{\displaystyle k} – średnia roczna stopa wzrostu produkcji.
Na chwilę obecną w USA k wynosi około 3% oraz c około 2, więc równanie można następująco zapisać:
{\displaystyle \Delta Y/Y=3-2\Delta u.}
Wykres na samej górze tej strony ilustruje prawo Okuna, mierzone kwartalnie.

## Przekształcenia
Zaczynamy od podstawowej formy prawa Okuna:
{\displaystyle ({\overline {Y}}-Y)/{\overline {Y}}=1-Y/{\overline {Y}}=c(u-{\overline {u}}),}
{\displaystyle -1+Y/{\overline {Y}}=c({\overline {u}}-u).}
Biorąc roczne zmiany po obu stronach, otrzymujemy:
{\displaystyle \Delta (Y/{\overline {Y}})=(Y+\Delta Y)/({\overline {Y}}+\Delta {\overline {Y}})-Y/{\overline {Y}}=c(\Delta {\overline {u}}-\Delta u).}
Dokonując dalszych przekształceń, otrzymujemy:
{\displaystyle ({\overline {Y}}\Delta Y-Y\Delta {\overline {Y}})/({\overline {Y}}({\overline {Y}}+\Delta {\overline {Y}}))=c(\Delta {\overline {u}}-\Delta u).}
Mnożąc lewą stronę przez {\displaystyle ({\overline {Y}}+\Delta {\overline {Y}})/Y,} czego wartość zbliżona jest do jedności, otrzymujemy
{\displaystyle ({\overline {Y}}\Delta Y-Y\Delta {\overline {Y}})/({\overline {Y}}Y)=\Delta Y/Y-\Delta {\overline {Y}}/{\overline {Y}}\approx c(\Delta {\overline {u}}-\Delta u),}
{\displaystyle \Delta Y/Y\approx \Delta {\overline {Y}}/{\overline {Y}}+c(\Delta {\overline {u}}-\Delta u).}
Zakładamy, że {\displaystyle \Delta {\overline {u}},} zmiana w naturalnej stopie bezrobocia jest równe, bądź bliskie 0. Zakładamy również, że {\displaystyle \Delta {\overline {Y}}/{\overline {Y}},} wzrost produkcji potencjalnej jest w przybliżeniu równy jego wartości średniej, {\displaystyle k.} Tak więc otrzymujemy
{\displaystyle \Delta Y/Y\approx k-c\Delta u.}